# Mercury-Atlas 3
Mercury Atlas 3 (MA-3) – jeden z testowych lotów pierwszego amerykańskiego załogowego statku kosmicznego Mercury.

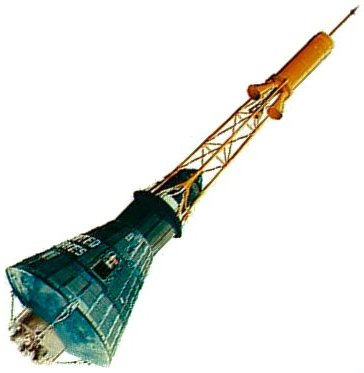
Statek Mercury

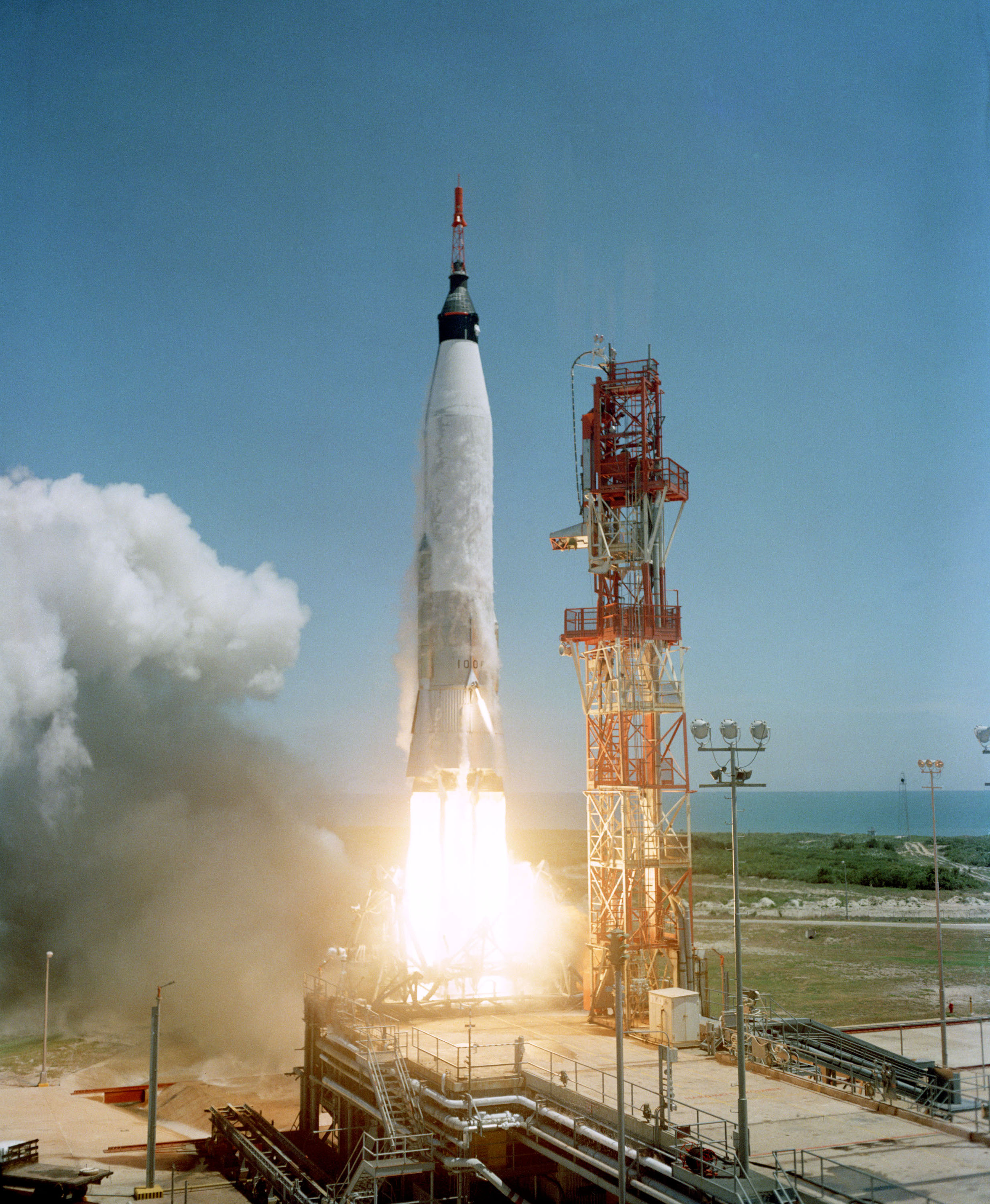
Start misji Mercury-Atlas 3

MA-3 został wystrzelony z Cape Canaveral Air Force Station w dniu 25 kwietnia 1961 roku, o godzinie 16:15 UTC, rakietą Atlas D. Cel: test orbitalny połączenia kapsuły Mercury i rakiety nośnej Atlas. Misja miała dowieść, że rakieta Atlas jest w stanie wynieść kapsułę Mercury na orbitę okołoziemską. Misja nieudana. Na pokładzie znajdował się „mechaniczny astronauta”, manekin. 
Po starcie rakieta nie osiągnęła położenia (kierunku i nachylenia lotu) wymaganego do osiągnięcia zamierzonej trajektorii lotu – zawiodły systemy sterujące, które odpowiadały za prawidłową orientację statku. Rakietowy System Ratunkowy (LES) zdołał odpalić rakiety i oddalić kapsułę od rakiety nośnej. Rakieta w 43 sekundzie lotu została zniszczona na rozkaz oficera bezpieczeństwa (na wysokości około 5 km). Kapsuła wzniosła się na wysokość 7,3 km, po czym rozłożyła spadochron i opadła do Atlantyku, w odległości około 1,83 km od stanowiska startowego. Czas trwania lotu 7 minut 19 sekund. Statek został odnaleziony i wyłowiony jedynie z niewielkimi uszkodzeniami. Przewieziony do zakładów McDonnell w celu wyremontowania. Kapsuła (nr 8), została wykorzystana podczas następnego lotu.

## Chronologia
- 3 września 1960 – usunięcie z programu misji MA-3 i MA-4 wymagań dotyczących przesyłania telemetrii przez samoloty. Statki zostały wyposażone tak, aby mogły samodzielnie przekazywać dane od momentu otworzenia się spadochronu do lądowania.
- 18 listopada 1960 – dostarczenie statku nr 8 na Przylądek Canaveral, przygotowania do bezzałogowego lotu orbitalnego MA-3.
- 25 kwietnia 1961 – nieudany start.

## Lot w liczbach
- osiągnięta wysokość: 7,2 km
- czas trwania lotu: 7 min. 19 s.
- pokonana odległość: 1,8 km
- status misji: nieudana